# しんかんせん
しんかんせん（ラテン文字表記：SHINKANSEN）は、日本のサンリオによるキャラクター。公式サイト内の特徴では「のりもの」に分類される。

## 概要
1999年にキャラクター開発。片仮名で「シンカンセン」と表記されることもある。
実在する新幹線車両（台湾高速鉄道の車両も含む）の制御車（先頭車）をモチーフに眉毛・目・口といった表情を付けてデフォルメ調に仕上げており、2021年現在14種類の仲間（キャラクター）がいる。各グッズに記載されているコピーライト表記ではJRグループ各社の商品化許諾済みの記載がされている。キャラクターのデビュー当初はメインキャラクターとなる0系をはじめ200系や300系などをモチーフにしたキャラクターなど11種類であり、新幹線の新型車両のデビューとともに仲間の種類が増え、試験車であるドクターイエロー（923形）や、試作車であるWIN350をモチーフにした事業用車のキャラクターのほか、2021年現在においての主力車両であるN700系をモチーフにしたキャラクターのグッズもある。

## 一覧
- 0系新幹線[4]
- 200系新幹線
  - 200系新幹線リニューアル車 - カプセルプラレールのみ
  - 200系新幹線2000番台 - カプセルプラレールのみ
- 300系新幹線
- 400系新幹線
- 500系新幹線
- 700系新幹線
- 700系新幹線 ひかりレールスター
- E1系新幹線
- E2系新幹線
- E3系新幹線
- E4系新幹線
- 923形新幹線 ドクターイエロー
- N700系新幹線
- N700系新幹線7000番台

その他
- 100系新幹線 - カプセルプラレールのみ
  - 100系新幹線 - カプセルプラレールのみ、フレッシュグリーン
- 500系900番台 WIN350 - カプセルプラレールのみ

これ以外にも台湾高速鉄道700T型電車をモチーフにしたキャラクターのグッズも展開されている。なお、北陸・北海道新幹線（E5系やE7系など）はキャラクター化されていない。

## その他
2004年10月21日、ビクターエンタテインメントより童謡や乗り物に関する楽曲を収録したアルバムである「ときめきどうようミュージアム だ〜いすき!どうぶつのうた・たべもののうた・のりもののうた」（VICS-60173〜4）が発売され、そのジャケットデザインやレーベル面などに「しんかんせん」が起用された。なお、「しんかんせん」の0系が描かれているが、そのアルバムにサンリオおよび「しんかんせん」に関する曲は一切収録されていない。ジャケットにサンリオのクレジット表記はある。2004年生産分のみにハローキティ30周年記念ステッカーが添付する。

## サンリオキャラクター大賞の順位
- 2022年サンリオキャラクター大賞56位
- 2021年サンリオキャラクター大賞57位